# ماجراجویی تله ۲
ماجراجویی تله ۲ یا تِرَپ اَدوِنچِر ۲ (انگلیسی: Trap Adventure 2) یک بازی ماجراجویی-بقا سکوبازی می‌باشد که به‌خاطر سطح دشواری، تله‌های بی‌نهایت آن مانند بازی گربه ماریو معروف است. نسخه اصلی این بازی در سال ۲۰۱۶ برای آی‌اواس منتشر شد و در سال ۲۰۱۸ به محبوبیت رسید.